# Mlýn Žinkovy
Mlýn Žinkovy je vodní mlýn v okrese Plzeň-jih, který stojí na řece Úslava u hráze rybníka Labuť.

## Historie
Vodní mlýn byl poprvé zmíněn roku 1658. Povodeň roku 1854 poškodila stavidla rybníka, ze kterého tekla voda k mlýnskému kolu.
V roce 1924 prodal majitel žinkovského panství Ing. Karel Škoda mlýn Rolnickému mlýnskému družstvu pro Žinkovy a okolí: „mlýn č.p. 21 včetně stavebních parcel, zbořeniště bývalé pily a domu č.p. 87, sušárny a kolny atd. za 236.000 Kč.“ Dalšími smlouvami byly odprodány stroje a zařízení za 89.350 Kč s nářadím a mlýnský inventář za 12.150 Kč. Na nového majitele přešla také všechna vodoprávní ujednání uzavřená se správou velkostatku a ke změně vlastnictví došlo k 1. červenci 1924.
V roce 1933 prošel mlýn přestavbou, byl zvýšen o jedno patro na celkově tři patra a přízemí. 

V letech 1938–1951 měl mlýn a pekárnu ve správě správce. V roce 1941 se Rolnické mlýnské družstvo přejmenovalo na Rolnický družstevní mlýn a pekárnu v Žinkovech zaps. spol. s r.o. Správa mlýna správcem pokračovala i v letech 1951–1959. Poté pekárna ukončila činnost, v 60. letech 20. století byly funkční stroje odvezeny do plzeňských mlýnů a zbytek zlikvidován.

## Popis
Mlýnice a obytný dům jsou pod jednou střechou, ale dispozičně oddělené. Mlýn je zděný, vícepodlažní. K roku 1941 byla hlavní mlýnská budova čtyřpatrová o rozměrech 23 x 13 metrů; polovinu přízemí zabírala pekárna se dvěma pecemi, ve zbytku se nacházelo obilní silo na 15 vagonů. K mlýnu přiléhalo skladiště na obilí o rozměrech 14 x 10 metrů o třech podlažích a zděné skladiště mlýnských výrobků o rozměrech 20 x 10 metrů o dvou patrech. Další sklad na obilí byl postaven na zahradě.
U mlýna pracovala pila a pekárna. K roku 1874 měla pila samostatné vantroky. Povolení zřídit pekárnu dostal mlýn v roce 1895; měla dvě pece na pečení chleba a rohlíků, dva cylindrové komíny, klenutou prostornou přípravnu, propojenou šupnou na mouku z mlýnice a dynamo pro vlastní potřebu.
Voda k mlýnskému kolu vedla náhonem přes stavidlo z rybníka a vracela se zpět odtokovým kanálem do řeky. K roku 1874 měl celkem pět vodních kol na vrchní vodu.
Voda tekla přes stavidlo ve hrázi rybníka krátkým otevřeným kanálem přemostěným silnicí, který plynule přecházel v turbínovou kašnu. Roku 1874 šla z rybníka Labuť samostatná vantroka na mlýn a na pilu. K roku 1929 přiváděly železobetonové vantroky vodu do turbínové kašny, která měla dřevěný kryt a prkennou podlahou na trámech; před turbínou se nacházely dvě vysoké česlice.
Dochovaná Francisova turbína je horizontální s mokrou savkou; je demontovaná a uložená u majitele (k roku 2006). Povolena byla roku 1929 a instalována o rok později. Měla spád 4,7 m, hltnost 850 l/s, 275 ot./min. a výkon 45,4 koňských sil v roce 1946 výkon 45 k a průtok 660 l/s.